# Calypsoinae
Calypsoinae Dressler, 1979 è una sottotribù di piante angiosperme monocotiledoni appartenenti alla famiglia delle Orchidacee composta da circa una dozzina di generi e oltre 80 specie.

## Etimologia
Il nome della sottotribù deriva dal nome greco della ninfa marina Calipso che intrattenne (e nascose) Ulisse per diversi anni durante il suo lungo viaggio di ritorno da Troia verso Itaca. Questo nome è stato ripreso dal suo genere più importante (Calypso - “genere tipo”), denominazione a sua volta creata dal botanico britannico Richard Anthony Salisbury (1761 - 1829) nel 1806 probabilmente alludendo alle località piuttosto nascoste nelle quali si trovano queste piante.
Questa sottotribù venne creata dal botanico studioso soprattutto delle orchidee Robert Louis Dressler (1927 - ) in una pubblicazione (Selbyana) del 1979.

## Descrizione
I dati morfologici si riferiscono principalmente ai due generi europei: Calypso e Corallorhiza.
Sono piante non molto alte. La forma biologica prevalente è geofita rizomatosa (G rhiz), ossia sono piante perenni dotate di rizoma, un fusto sotterraneo dal quale, ogni anno, si dipartono radici e fusti aerei.  Sono orchidee terrestri in quanto contrariamente ad altre specie, non sono “epifita”, ossia non vivono a spese di altri vegetali di maggiori proporzioni.

### Radici
Le radici sono secondarie da rizoma oppure sono assenti (piante provviste nel sottosuolo di solo rizoma). Queste piante vivono in simbiosi con altri organismi per cui le radici sono ricche di ife fungine (le stesse che servono a far germogliare i semi – vedi “Riproduzione”). Questo particolare tipo di micorriza endotrofica si chiama “micotrofia”.

### Fusto
- Parte ipogea: la parte sotterranea del fusto consiste in rizomi carnosi a forma conica, oppure in bulbi (pseudobulbi).
- Parte epigea: la parte aerea del fusto può essere afilla, in tutti i casi è semplice, glabra ed eretta. In alcuni generi (Corallorhiza) il fusto è di colore bruno-rossiccio in quanto povero di pigmento fotosintetico – clorofilla.

### Foglie
Le foglie sono poche oppure sono assenti (generi Corallorhiza e, in parte, Yoania), in questo caso sono sostituite da alcune guaine squamose di colore bruno-rossastro. Queste piante non avendo foglie verdi sono saprofite (non sono quindi capaci di produrre sostanze organiche tramite la fotosintesi clorofilliana). Nelle piante con foglie la lamina fogliare a forma più o meno lanceolata è quella tipica delle Monocotiledoni, ossia con nervature longitudinali (parallelinervie), mentre sulla superficie possono essere presenti dei peli (generi Calypso, Govenia, Tibulaira e altri) oppure assenti (Aplectrum). Alcune specie  (genere Tipularia) producono le foglie in autunno, rimangono persistenti in inverno e appassiscono in primavera. L'anatomia degli stomi di queste foglie è spesso studiata a fondo in quanto presenta delle caratteristiche utile per la filogenesi.

### Infiorescenza
L'infiorescenza è una spiga semplice con pochi (1 o 2 fiori - infiorescenza lassa) o tanti fiori (40 fiori - infiorescenza densa). I fiori possono essere sia grandi (Capypso) che piccoli (Corallorhiza). In genere sono inoltre posti alle ascelle di brattee sia di tipo fogliaceo che squamiforme e membranose. I fiori possono essere resupinati, ruotati sottosopra tramite torsione dell'ovario, in questo caso il labello è volto in basso; oppure no.

### Fiori
I fiori sono ermafroditi ed irregolarmente zigomorfi, pentaciclici (perigonio a 2 verticilli di tepali, 2 verticilli di stami (di cui uno solo fertile – essendo l'altro atrofizzato), 1 verticillo dello stilo).

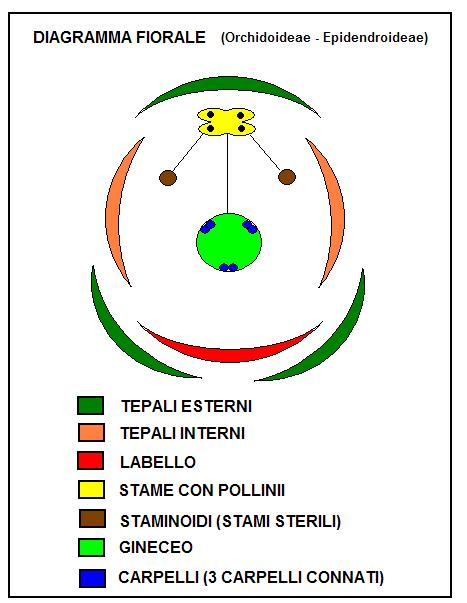
Diagramma fiorale

- Formula fiorale: per queste piante viene indicata la seguente formula fiorale:

X, P 3+3, [A 1, G (3)], infero, capsula
- Perigonio: il perigonio è composto da 2 verticilli con 3 tepali (o segmenti) ciascuno (3 interni e 3 esterni). I tepali esterni sono da oblunghi a lanceolati con apice acuto e insieme a quelli interni formano una specie di cappuccio sciolto a protezione degli organi riproduttori (il ginostemio). Dei tre tepali interni quello mediano (chiamato labello) è diverso dagli altri, mentre gli altri due sono più o meno simili a quelli esterni. Il colore di quest'organo (il perigonio) è molto vario secondo: dal bianco, al rossiccio fino al blu.
- Labello: il labello (pendente) è privo di sperone e può essere semplice, ossia non formato da due parti, oppure con una lieve strozzature centrale in modo da dividere il labello in due parti. La parte centrale può essere colorata di vari colori con sfumature e decorazioni anche molto vistose. In genere ha una forma oblunga con la parte apicale appena triloba, o biloba oppure intera e smarginata. Inoltre possono essere presenti due lobi laterali (quasi dei denti), eretti, di piccole dimensioni. I colori base del labello possono essere giallo, rosso, bianco o blu con superficie maculata oppure no.
- Ginostemio:  lo stame con le rispettive antere (in realtà si tratta di una sola antera fertile biloculare – a due logge) è concresciuto con lo stilo e forma una specie di organo colonnare chiamato "ginostemio"[8]. In queste piante quest'organo colonnare è ricurvo verso l'avanti. Il polline ha una consistenza gelatinosa; si trova nelle due logge dell'antera, queste sono fornite di ghiandole vischiose (chiamate retinacoli). I pollinii che sono in tutto quattro sono inseriti sui retinacoli tramite delle caudicole e sono racchiusi in una borsicola rostellare. L'ovario, fusiforme, in posizione infera è formato da tre carpelli fusi insieme[9].

### Frutti
Il frutto è una capsula a forma più o meno ellissoide. Al suo interno sono contenuti numerosi minutissimi semi cilindrico-fusiforme. Questi semi sono privi di endosperma e gli embrioni contenuti in essi sono poco differenziati in quanto formati da poche cellule. Queste piante vivono in stretta simbiosi con micorrize endotrofiche, questo significa che i semi possono svilupparsi solamente dopo essere infettati dalle spore di funghi micorrizici (infestazione di ife fungine). Questo meccanismo è necessario in quanto i semi da soli hanno poche sostanze di riserva per una germinazione in proprio.

## Biologia
La riproduzione di queste piante avviene in due modi: 
- per via sessuata grazie all'impollinazione degli insetti pronubi ( imenotteri, ditteri e coleotteri); la germinazione dei semi è tuttavia condizionata dalla presenza di funghi specifici (i semi sono privi di albume – vedi sopra). Queste piante possono anche essere autogame.
- per via vegetativa in quanto il rizoma possiede la funzione vegetativa per cui può emettere gemme avventizie capaci di generare nuovi individui.

## Distribuzione e habitat
Questa sottotribù è subcosmopolita essendo diffusa in Europa,  in America (entrambe le Americhe) e in Asia e in alcune zone del Pacifico australe (il genere Yoania  è endemico della Nuova Zelanda)

L'habitat tipico per queste piante sono le zone ricche di humus e quindi i boschi densi per le specie afille (Corallorhiza), altrimenti prediligono le zone paludose, umide e ombrose (Calypso e altri generi).

## Tassonomia

### Filogenesi
La sottotribù delle Calypsoinae appartiene alla sottofamiglia Epidendroidea (una delle cinque sottofamiglie in cui è suddivisa la famiglia delle Orchidacee – si tratta del gruppo più numeroso con circa 4/5 delle specie dell'intera famiglia) che da un punto di vista filogenetico (insieme alla sottofamiglia delle Orchidoideae) rappresentano l'ultima fase dello sviluppo delle Orchidee. Insieme alla sottofamiglia più primitiva delle Vanilloideae (priva di pollinii) fanno parte del ben distinto clado delle “Monandrae” (vecchia definizione di sottofamiglia delle Orchidee) caratterizzato dalla presenza di un solo stame fertile. Mentre la presenza dell'antera inclinata sopra l'apice del ginostemio e provvista di becco è un carattere tipico delle Epidendroideae e quindi delle Calypsoeae.
Lo studio dei rapporti filogenetici tra i vari generi è ancora in fase iniziale. Il genere Aplectrum sembra sia più isolato dagli altri a motivo di alcune caratteristiche dell'apparato fogliare.  Cremastra, Govenia e Tipularia sono accomunati da strutture simile negli stomi delle foglie. Inoltre le maggiori dimensioni degli stomi avvicinano ulteriormente Govenia e Tipularia. L'aspetto delle foglie in inverno possono essere prove di una stretta relazione tra Aplectrum e  Tipularia. In altri studi si propone un'alleanza tra Aplectrum,  Govenia,  Calypso e Tipularia, mentre rimane problematica la sistemazione del genere  Corallorhiza date le sue particolarità anatomiche.

### Generi
Molti generi della sottotribù Calypsoinae sono monotipici come Aplectrum, Calypso e altri, mentre il genere più ampio è Govenia con una trentina di specie.

La tribù comprende i seguenti generi:
- Aplectrum Nutt., 1818 (1 specie)
- Calypso Salisb., 1806 (1 sp.)
- Changnienia S.S.Chien, 1935 (2 spp.)
- Coelia Lindl. (5 spp.)
- Corallorhiza Gagnebin, 1755 (11 spp.) (unica specie presente sul territorio italiano: Corallorhiza trifida)
- Cremastra Lindl., 1833 (6 spp.)
- Dactylostalix Rchb.f., 1878 (1 sp.)
- Danxiaorchis J.W.Zhai, F.W.Xing & Z.J.Liu (2 spp.)
- Ephippianthus Rchb.f., 1968 (2 spp.)
- Govenia Lindl., 1832 (27 spp.)
- Oreorchis Lindl., 1859 (17 spp.)
- Tipularia Nutt., 1818 (7 spp.)
- Yoania Maxim., 1873 (5 spp.)

In passato a questo elenco si aggiungeva il genere Didiciea King & Prain (1896) con due specie (D. cunninghamii King & Prain (1896) e D. japonica H.Hara (1937)) ora inquadrate nel genere Tipularia (Tipularia cunninghamii (King & Prain) S.C.Chen (2009) e Tipularia harae (Maek.) S.C.Chen (1987)).

### Alcune specie

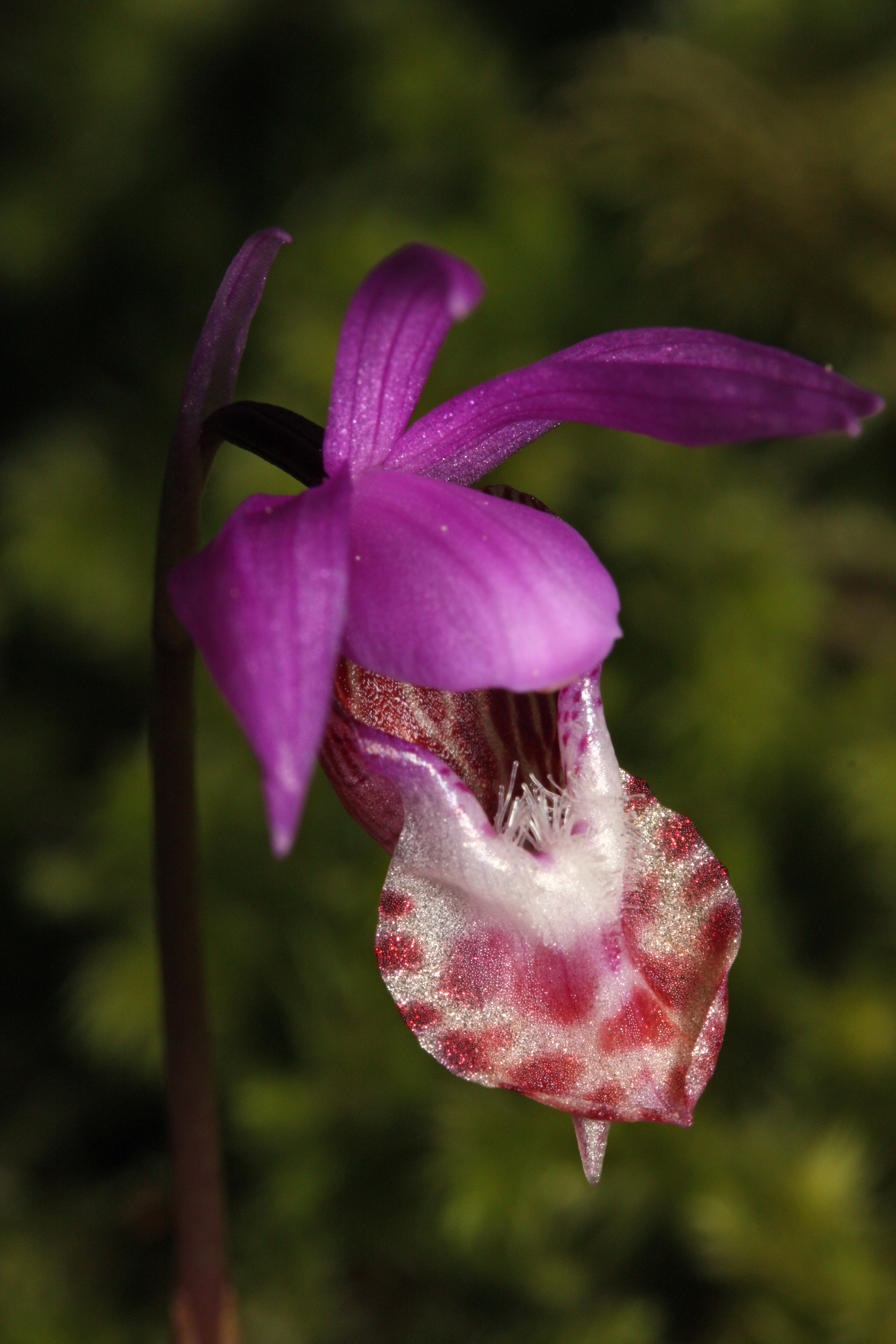
Calypso bulbosa
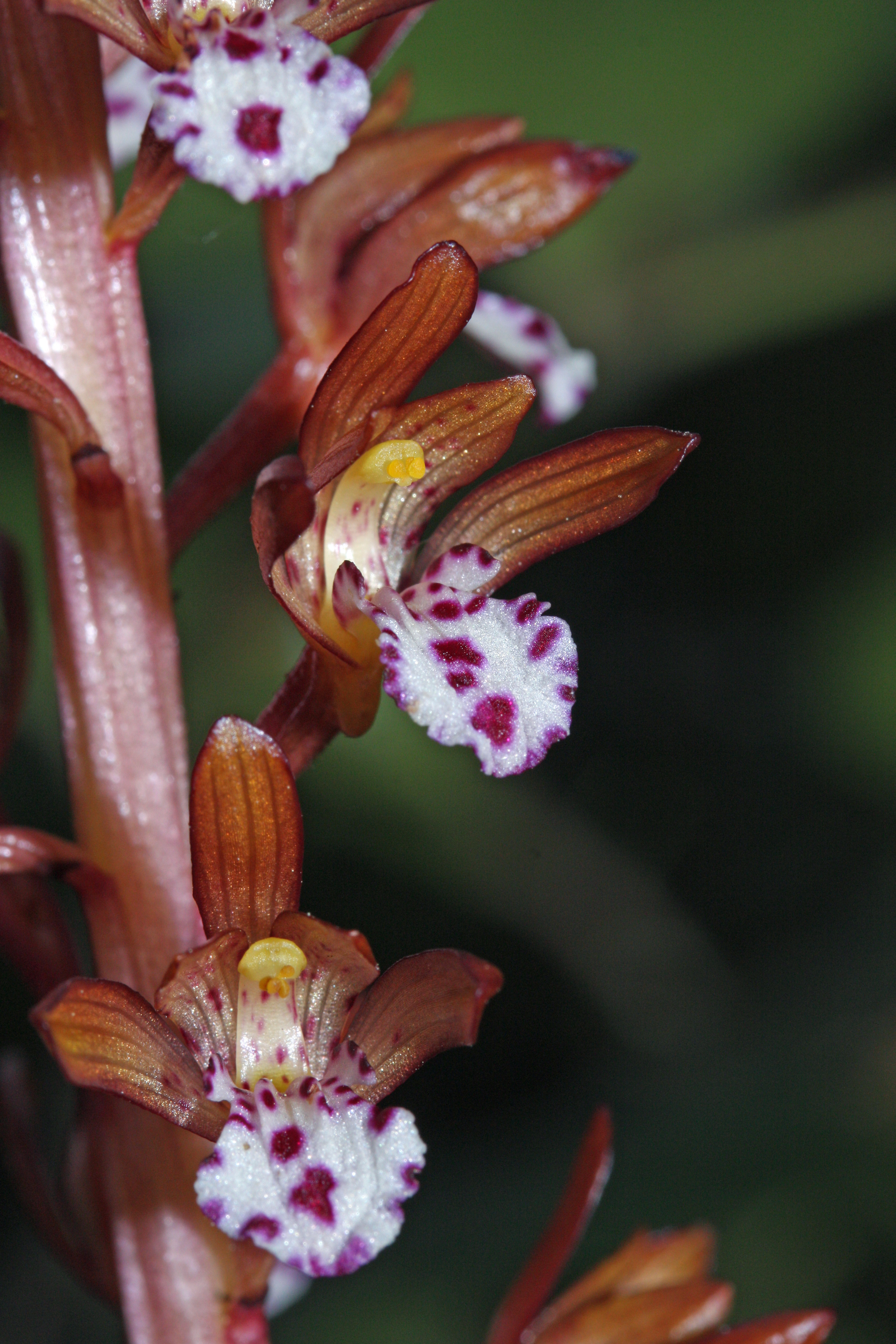
Corallorhiza maculata
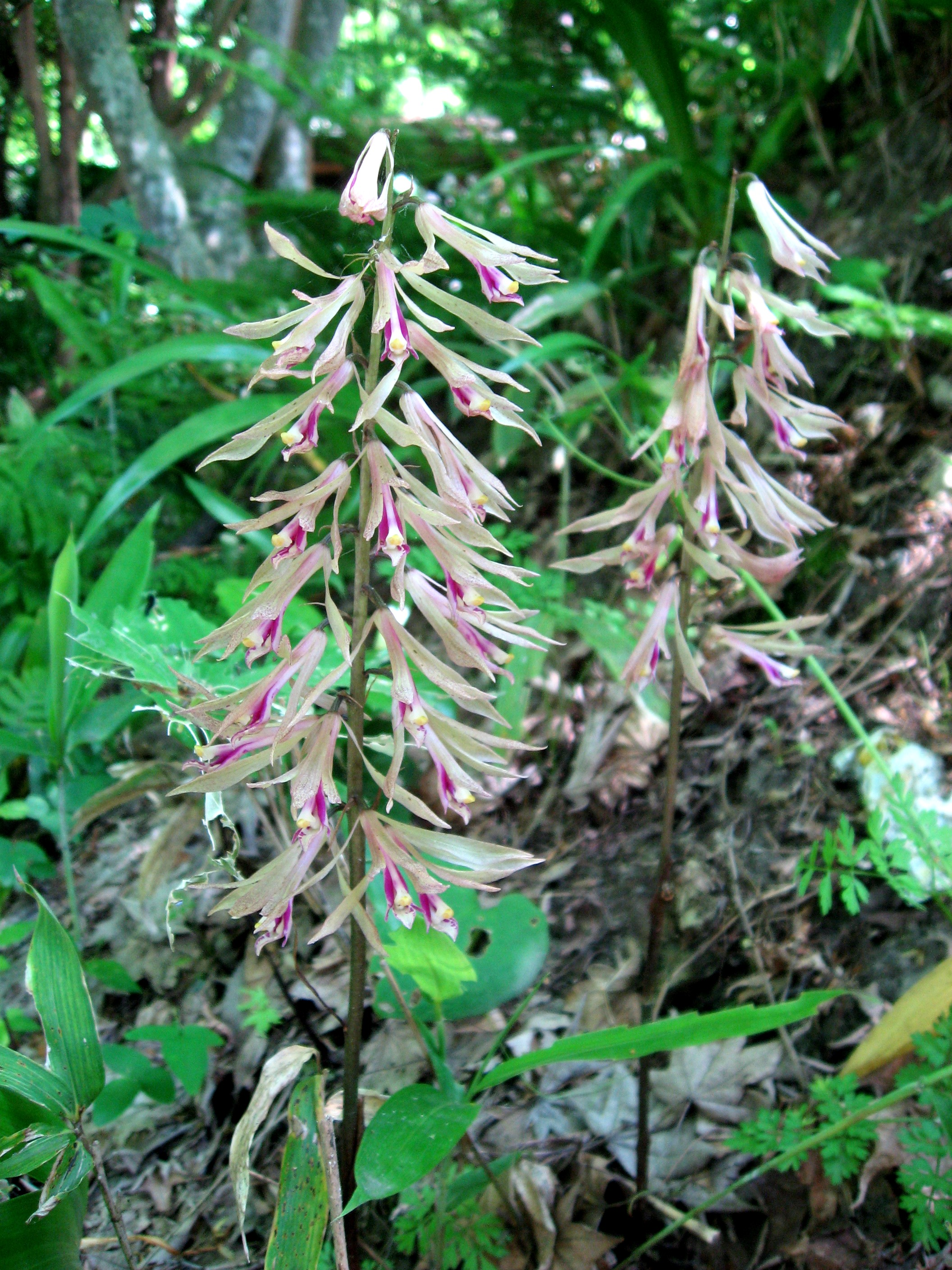
Cremastra appendiculata
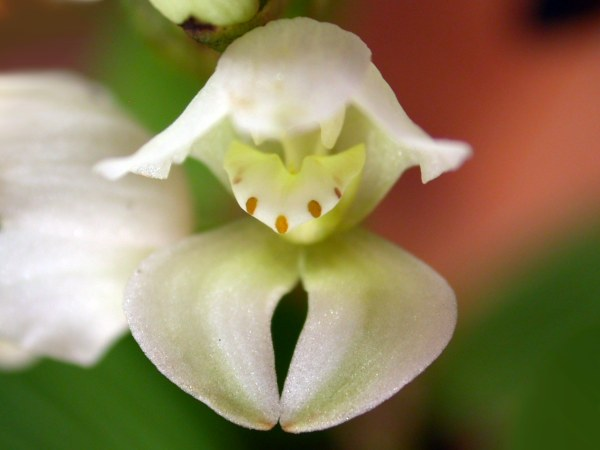
Govenia utriculata
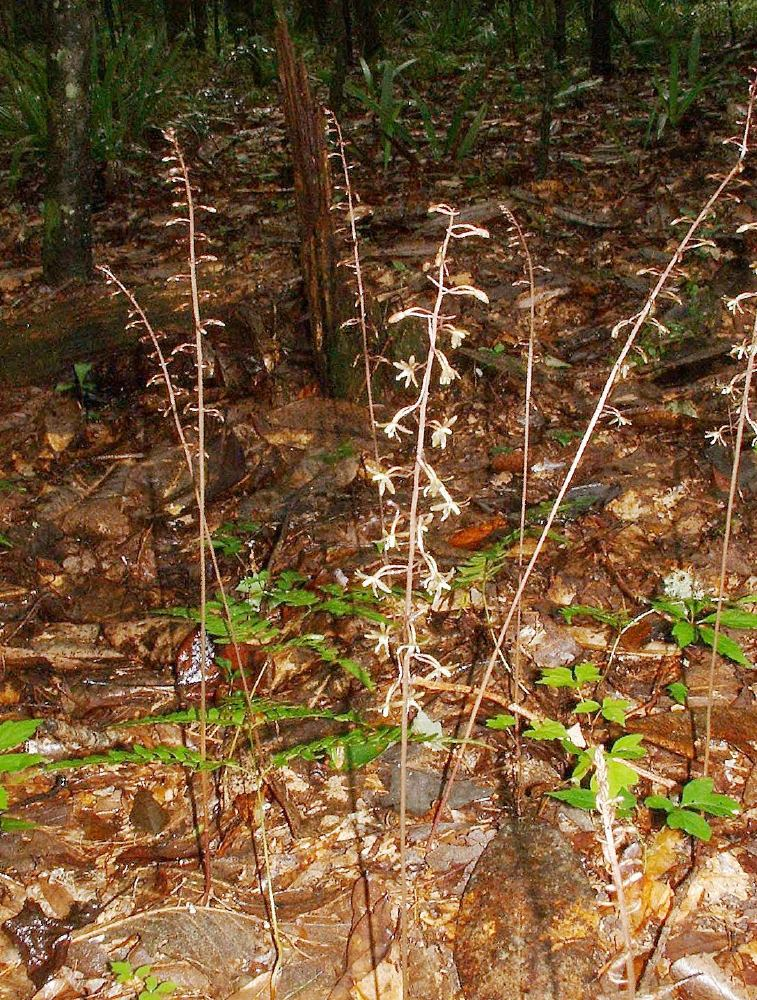
Tipularia discolor
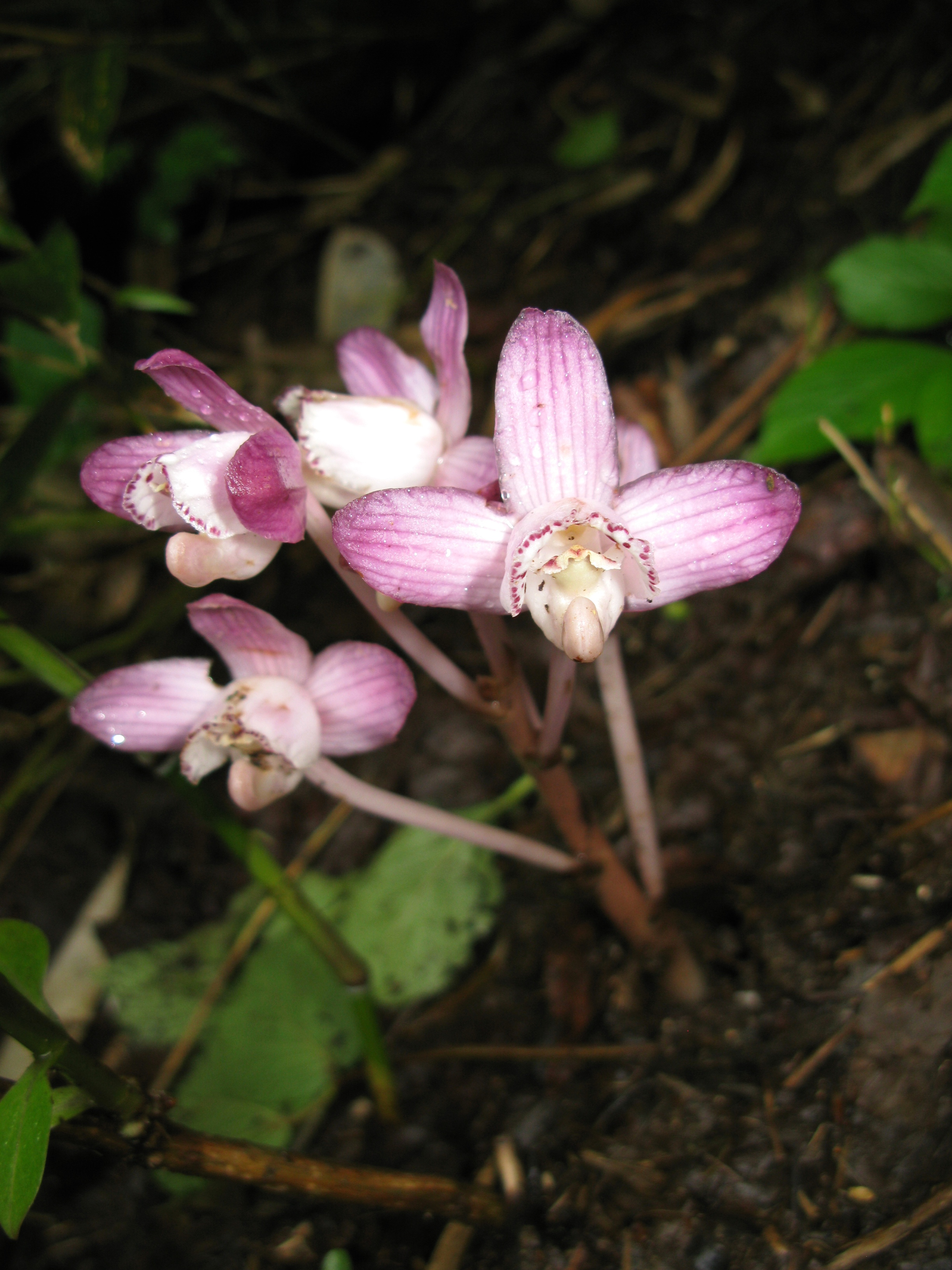
Yoania japonica